# قائمة زملاء الجمعية الملكية المنتخبين في 1971
هذه الصفحة تعرض قائمة زملاء الجمعية الملكية المُنتخبين لعام 1971.

## الزملاء
- جون روز [الإنجليزية]‏
- John Monteith [الإنجليزية]‏
- Walter Marshall, Baron Marshall of Goring [الإنجليزية]‏
- David Glass (sociologist) [الإنجليزية]‏
- Eric Harold Mansfield [الإنجليزية]‏
- Basil Weedon [الإنجليزية]‏
- Joel Mandelstam [الإنجليزية]‏
- Raymond Hide [الإنجليزية]‏
- Trevor Ian Shaw [الإنجليزية]‏
- Robert Millner Shackleton [الإنجليزية]‏
- Brian S. Hartley [الإنجليزية]‏
- ألان كارينغتون
- دوغلاس هارولد كوب

## الأعضاء الأجانب
- هنري كارتن
- ستيفن كوفلر
- كارل تسيغلر